# Полоцькі князі
Князі полоцькі — правителі Полоцького князівства, яке існувало з Х до кінця XIV ст.

## Список

### Самостійні князі
- Рогволод (після 945 — перша половина 978)

### У складі Київської Русі
- У складі Київського князівства (978—986)
- Ізяслав (986–1001)
- Брячислав Ізяславич (1001 — 1044)
- Всеслав Брячиславич (1044 — літо 1068)
  - Мстислав Ізяславич (літо 1068 — 1069) — князював після полону Всеслава II на Оршиці.
  - Святополк II Ізяславич (1069 — 1070) — правив після смерті свого брата Мстислава Ізяславича.
- Всеслав Брячиславич (1070 — 14 квітня 1101) — другий раз
- Борис Всеславич (14 квітня 1101 — початок 1128)
- Давид Всеславич (початок 1128 — середина 1128)
- Рогволод-Василь Борисович (середина 1128 — літо 1129)
- Ізяслав Мстиславич (літо 1129 — 1132) — володарював після висилки полоцьких князів у Візантію

### Занепад князівства
- Святополк Мстиславич (1132)
- Василько Святославич (1132 — 1144)
- Рогволод-Василь Борисович (1144 — 1151) — другий раз
- Ростислав Глібович (1151 — 1159)
- Рогволод-Василь Борисович (1159 — 1162) — третій раз
- Всеслав Василькович (1162 — 1167)
- Володар Глібович (1167)
- Всеслав Василькович (1167 — 1180) — другий раз
- Борис Давидович (1180 — 1186)
- Володимир Володарович (1186 — 1216)
- Василько Володарович (1216 — 1222)
- Святослав Мстиславич (1222 — 1232) — князював під час захоплення Полоцького князівства смоленськими князями (1232)
- Брячислав Василькович (до 1239 — 1246)
- Костянтин Безрукий (1250-і — бл. 1258)
- Товтивіл Довспрункович (1258(?) — 1264)
  - ? ставленик Тройната
- Ізяслав Полоцький (кін. 1263 — бл. 1268) — перебував в залежності від литовського князя Войшелка.
- Костянтин Безрукий (1268—1274)

### Гедиміновичі
- Воін (1320-ті — 1336)
- Наримунт Гедимінович (1336 — 1345)
- Андрій Ольгердович (1345 — 1377, 1382–1387)